# 1944 في النرويج
فيما يلي قوائم الأحداث التي وقعت خلال عام 1944 في النرويج.

## سياسة

### تعيين في المنصب
- 1 يوليو – أولاف الخامس Chief of Defence (Norway) [الإنجليزية]‏.

## مواليد

### يناير
- 14 يناير – جان آس لاعب كرة قدم نرويجي.

### فبراير
- 6 فبراير – آرنه هانسن لاعب كرة قدم نرويجي.

### مايو
- 6 مايو – كارل آي. هاغن سياسي نرويجي.

### يوليو
- 18 يوليو – سفيري أنكار ويسدال ممثل نرويجي.

## وفيات

### يناير
- 23 يناير – إدفارت مونك (مواليد 1863)